# 稲敷警察署
稲敷警察署（いなしきけいさつしょ）は、茨城県警察の警察署の一つ。旧称は茨城県江戸崎警察署。署長は警視。

## 所在地
- 茨城県稲敷市高田3405番地の1

## 管轄区域
- 稲敷市
- 稲敷郡美浦村

## 沿革
- 1886年（明治19年） 江戸崎警察署として設置。
- 1948年（昭和23年） 警察法施行により国家地方警察茨城県東稲敷地区警察署となる。
- 1954年（昭和29年） 茨城県警察発足により茨城県江戸崎警察署となる。
- 1972年（昭和47年） 現庁舎建設
- 2005年（平成17年） 茨城県稲敷警察署に改称

## 組織
- 署長
- 副署長
- 警務課
  - 警務係
  - 総合相談係
  - 被害者支援係
- 地域課
- 生活安全課
  - 銃刀係
- 刑事課
  - 鑑識係
- 交通課
- 警備課

## 交番
管内に交番は存在しない。

## 駐在所

### 稲敷市
- 佐倉駐在所 - 稲敷市佐倉1231-7
- 新利根駐在所 - 稲敷市柴崎7345
- 神宮寺駐在所 - 稲敷市神宮寺422-2
- 浮島駐在所 - 稲敷市浮島3676
- 結佐駐在所 - 稲敷市結佐1214-28
- 伊佐部駐在所 - 稲敷市伊佐部1663-3

### 美浦村
- 木原駐在所 - 稲敷郡美浦村大字木原485-1
- 美駒駐在所 - 稲敷郡美浦村大字信太2623-2

## 主な事件
- 茨城女子大生殺害事件 - 2004年1月31日に稲敷郡美浦村舟子の清明川河岸で、稲敷郡阿見町在住の茨城大学の女子学生（当時21歳）が他殺体となって発見された事件。テレビのニュースやワイドショーで当時頻繁に報じられたが、2017年9月2日にフィリピン国籍の男を殺人・死体遺棄容疑で逮捕。共犯とみられる他の2人のフィリピン国籍の男が国外逃亡し内1人は2019年1月24日に日本に入国したところを逮捕[1]。